# Cairina moschata sylvestris
Cairina moschata sylvestris (Stephens 1824), conocido como ñuñuma o pato real es una especie de ave de la familia Anatidae originaria de la América tropical.

## Domesticación
Del pato real (la subespecie silvestre, de nombre científico Cairina moschata sylvestris) se derivó una variedad doméstica, conocida en toda Hispanoamérica como pato criollo, identificada hoy como la subespecie Cairina moschata domestica (Donkin 1989). y que es una de las cinco especies animales domesticadas por los indígenas americanos desde tiempos precolombinos, junto con el pavo común (Meleagris gallopavo), la llama (Lama glama), la alpaca (Vicugna pacos) y el cuy o acure (Cavia porcellus). Lamentablemente esta especie está en peligro de extinción (especie vulnerable)

## Nombres comunes
La especie Cairina moschata (Linnaeus 1758) está dividida hoy día en dos subespecies: la doméstica, Cairina moschata domestica (Donkin 1989), conocida como pato criollo o pato doméstico americano, y la original silvestre, Cairina moschata sylvestris (Stephens 1824), conocida como pato real, de la cual aún existen poblaciones silvestres en las cuencas de los ríos Orinoco, Amazonas y Magdalena, y en algunas regiones de América Central; (véase el artículo Cairina moschata para más información sobre el uso de los nombres comunes para esta especie).